# Smoking Room
Pour plus de détails, voir Fiche technique et Distribution.
Smoking Room est un film espagnol réalisé par Roger Gual et Julio D. Wallovits, sorti en 2002.

## Synopsis
La filiale espagnole d'une société américaine est contrainte d'interdire le tabac dans ses bureaux. Ceux qui veulent fumer pendant les heures de travail doivent le faire dans la rue. Ramírez, l'un des employés, commence à recueillir des signatures pour qu'un bureau inoccupé soit utilisé comme fumoir. En principe, tout le monde semble d'accord, mais au moment de vérité, ils trouvent toutes sortes d'excuses pour ne pas figurer sur cette liste.

## Fiche technique
- Titre : Smoking Room
- Réalisation : Roger Gual et Julio D. Wallovits
- Scénario : Roger Gual et Julio D. Wallovits
- Photographie : Cobi Migliora
- Montage : David Gallart
- Production : Adolfo Blanco et Quique Camín (producteurs délégués)
- Société de production : El Sindicato, Ovídeo TV, Planeta 2010 et Smoking Room S.L.
- Pays :  Espagne
- Genre : Drame
- Durée : 88 minutes
- Dates de sortie : 
  -  Espagne : 14 juin 2002

## Distribution
- Eduard Fernández : Ramírez
- Juan Diego : Sotomayor
- Ulises Dumont : Armero
- Pep Molina : Gómez
- Francesc Orella : Martínez
- Francesc Garrido : Fernández
- Manuel Morón : Rubio
- Antonio Dechent : Enrique
- Chete Lera : Puig
- Vicky Peña : Marta
- Juan Loriente : Coral
- Miguel Ángel González : El Mensajero

## Distinctions
Le film a été nommé pour deux prix Goya et a reçu le prix Goya du meilleur nouveau réalisateur.